# Dioclea densiflora
Dioclea densiflora är en ärtväxtart som beskrevs av Huber. Dioclea densiflora ingår i släktet Dioclea och familjen ärtväxter. Inga underarter finns listade i Catalogue of Life.